# 6212 Franzthaler
6212 Franzthaler è un asteroide della fascia principale. Scoperto nel 1993, presenta un'orbita caratterizzata da un semiasse maggiore pari a 2,4746219 UA e da un'eccentricità di 0,1350606, inclinata di 11,34242° rispetto all'eclittica.
L'asteroide è dedicato a Franz Thaler, artigiano e pacifista altoatesino simbolo della resistenza antinazista.